# Dominik Tiffels
Dominik Tiffels (* 20. Februar 1994 in Köln) ist ein deutscher Eishockeyspieler, der seit Januar 2024 bei den Starbulls Rosenheim aus der DEL2 unter Vertrag steht und dort auf der Position des Verteidigers spielt. Zuvor war Tiffels unter anderem für die Hamburg Freezers, Fischtown Pinguins Bremerhaven, Kölner Haie und Krefeld Pinguine in der Deutschen Eishockey Liga (DEL) aktiv. Sein jüngerer Bruder Frederik Tiffels ist ebenfalls professioneller Eishockeyspieler.

## Karriere

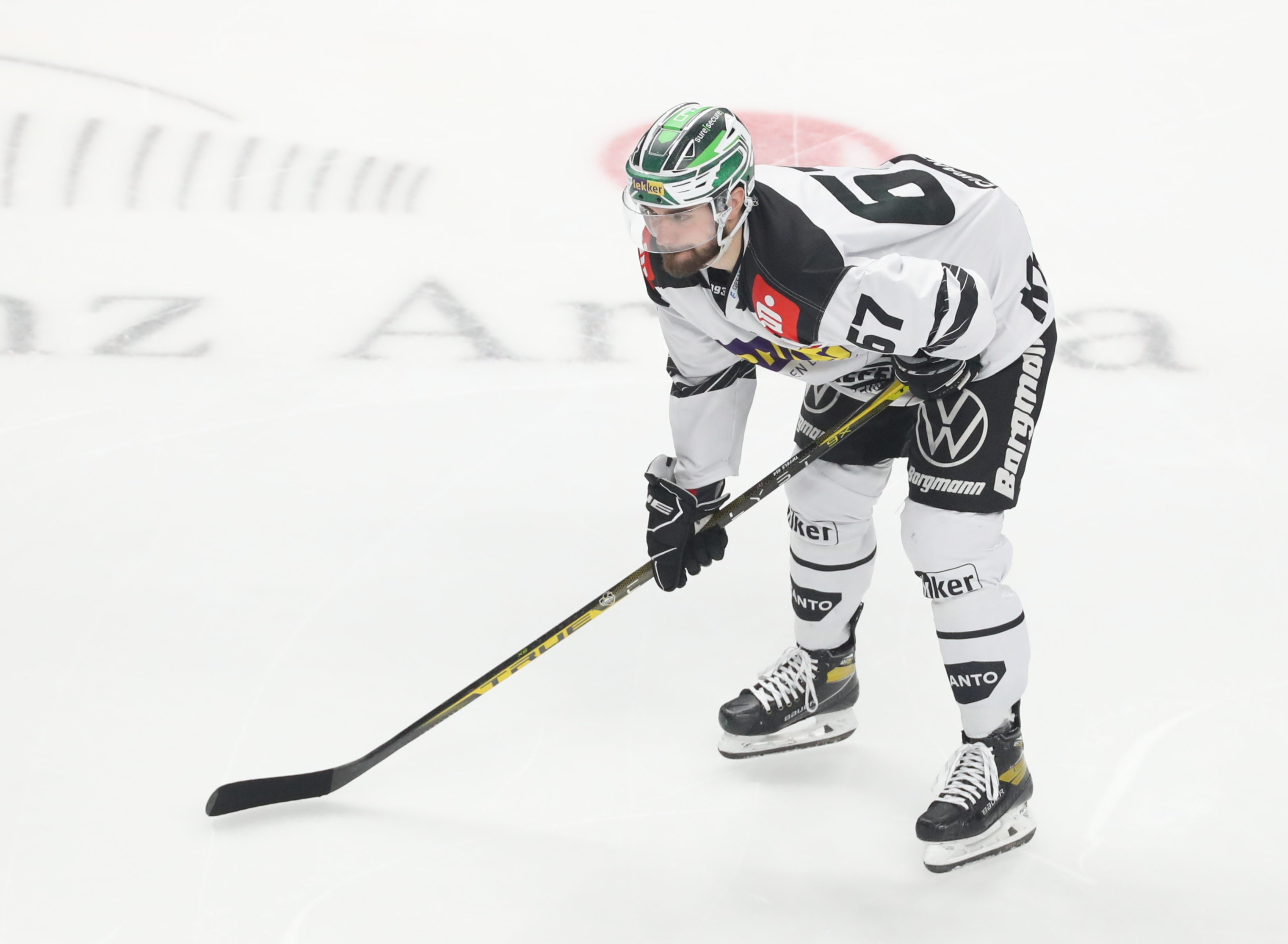
Tiffels im Trikot der Krefeld Pinguine (2022)

Tiffels spielte in der Jugend beim Krefelder EV, dem Kölner EC und den Jungadler Mannheim. Mit den Jungadlern wurde er in den Jahren 2012 und 2013 Meister der Deutschen Nachwuchsliga (DNL). In der Saison 2012/13 spielte er zusätzlich zur DNL auch in der Oberliga West für den EC Bad Nauheim.
Die Saison 2013/14 verbrachte der Verteidiger in den Vereinigten Staaten und spielte dort für die Minnesota Wilderness in der Juniorenliga North American Hockey League (NAHL). Er kehrte in sein Heimatland zurück, schaffte bei den Heilbronner Falken in der DEL2 den Sprung in den Profibereich und wechselte zur Saison 2015/16 zu den Hamburg Freezers in die Deutsche Eishockey Liga (DEL). Neben Einsätzen für die Hamburger verbuchte er dank einer Förderlizenz weitere Spiele für die Fischtown Pinguins Bremerhaven – damals noch in der zweiten Liga. In der Saison 2016/17 stand er für Bremerhaven in der DEL auf dem Eis.
Zur Saison 2017/18 wechselte er in seine Geburtsstadt Köln zurück und unterschrieb einen Vertrag bei den Kölner Haien. Mittels einer Förderlizenz spielte er zusätzlich für die Löwen Frankfurt und später auch die Kassel Huskies in der DEL2. Im Sommer 2021 wechselte er für zwei Spielzeiten zu den Krefeld Pinguinen, mit denen er im Frühjahr 2022 von der DEL in die DEL2 abstieg. Anschließend wechselte der Defensivspieler im Juni 2023 zum Ligakonkurrenten Bayreuth Tigers, der nach dem Abstieg aus der DEL2 in der drittklassigen Oberliga an den Start ging. Tiffels verließ die Bayreuther allerdings schon wieder im Januar 2024, als er mittels einer Ausstiegsklausel von den Starbulls Rosenheim verpflichtet wurde und damit in die zweithöchste deutsche Spielklasse zurückkehrte.

### International
Im Juniorenbereich nahm Tiffels mit den Nationalmannschaften des Deutschen Eishockey-Bundes an der World U-17 Hockey Challenge 2011 sowie der U18-Junioren-Weltmeisterschaft 2012 und U20-Junioren-Weltmeisterschaft 2014 teil. Sein Debüt in der A-Nationalmannschaft feierte er im Verlauf der Saison 2018/19, als er in zwei Testspielen zum Einsatz kam.

## Erfolge und Auszeichnungen
- 2012 DNL-Meister mit den Jungadler Mannheim
- 2013 DNL-Meister mit den Jungadler Mannheim

## Karrierestatistik
Stand: Ende der Saison 2024/25

### International
Vertrat Deutschland bei:
- World U-17 Hockey Challenge 2011
- U18-Junioren-Weltmeisterschaft 2012
- U20-Junioren-Weltmeisterschaft 2014

(Legende zur Spielerstatistik: Sp oder GP = absolvierte Spiele; T oder G = erzielte Tore; V oder A = erzielte Assists; Pkt oder Pts = erzielte Scorerpunkte; SM oder PIM = erhaltene Strafminuten; +/− = Plus/Minus-Bilanz; PP = erzielte Überzahltore; SH = erzielte Unterzahltore; GW = erzielte Siegtore; 1 Play-downs/Relegation; Kursiv: Statistik nicht vollständig)